# Lillsjön (Dals socken, Ångermanland)
Lillsjön är en sjö i Kramfors kommun i Ångermanland och ingår i Ångermanälven-Gådeåns kustområde.